# Cathédrale Sainte-Marie de Pampelune
Cette  cathédrale n’est pas la seule cathédrale Sainte-Marie.
La cathédrale de Pampelune ou cathédrale Notre-Dame de l'Assomption est un bâtiment gothique, avec façade néoclassique, construit à Pampelune, en Navarre (Espagne). Elle est le siège de l'archidiocèse de Pampelune et Tudela.

## Histoire
De l'église romane primitive subsistent quelques chapiteaux, des portails et du cloître, exposés au musée de Navarre. Cette cathédrale fut édifiée entre 1100 et 1127, les travaux du cloître roman se prolongeant jusqu'en 1137.
En 1280 fut entreprise la construction d'un nouveau cloître gothique, qui est parvenu jusqu'à nous. Son édification dura jusqu'en 1375, parallèlement à l'élévation d'annexes de la cathédrale : réfectoire, cuisine, chapelle Barbazgna.

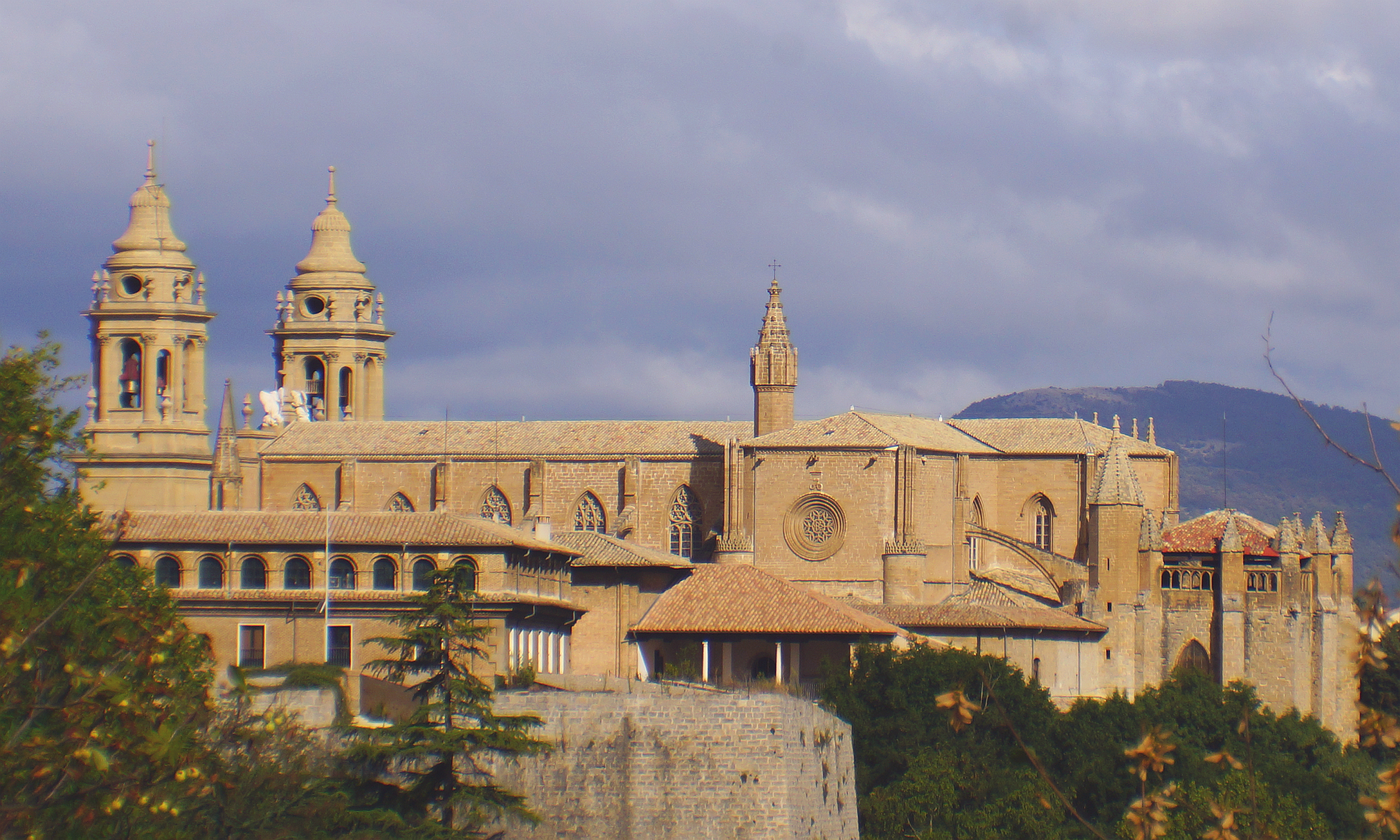
Vue générale.

En 1390, la nef de la cathédrale romane du XIIe siècle s'effondra. Seules la façade, le chevet et le cloître échappèrent au désastre. Dès 1394, Charles III le Noble (1387-1425) fait reconstruire sur le même emplacement une nouvelle cathédrale gothique, en préservant le cloître achevé peu de temps avant. Les travaux de reconstruction se prolongèrent jusqu'en 1501.
Au XVIIIe siècle, Ventura Rodríguez réédifia la façade principale dans les styles baroque et néo-classique, alors à la mode.

## La nef

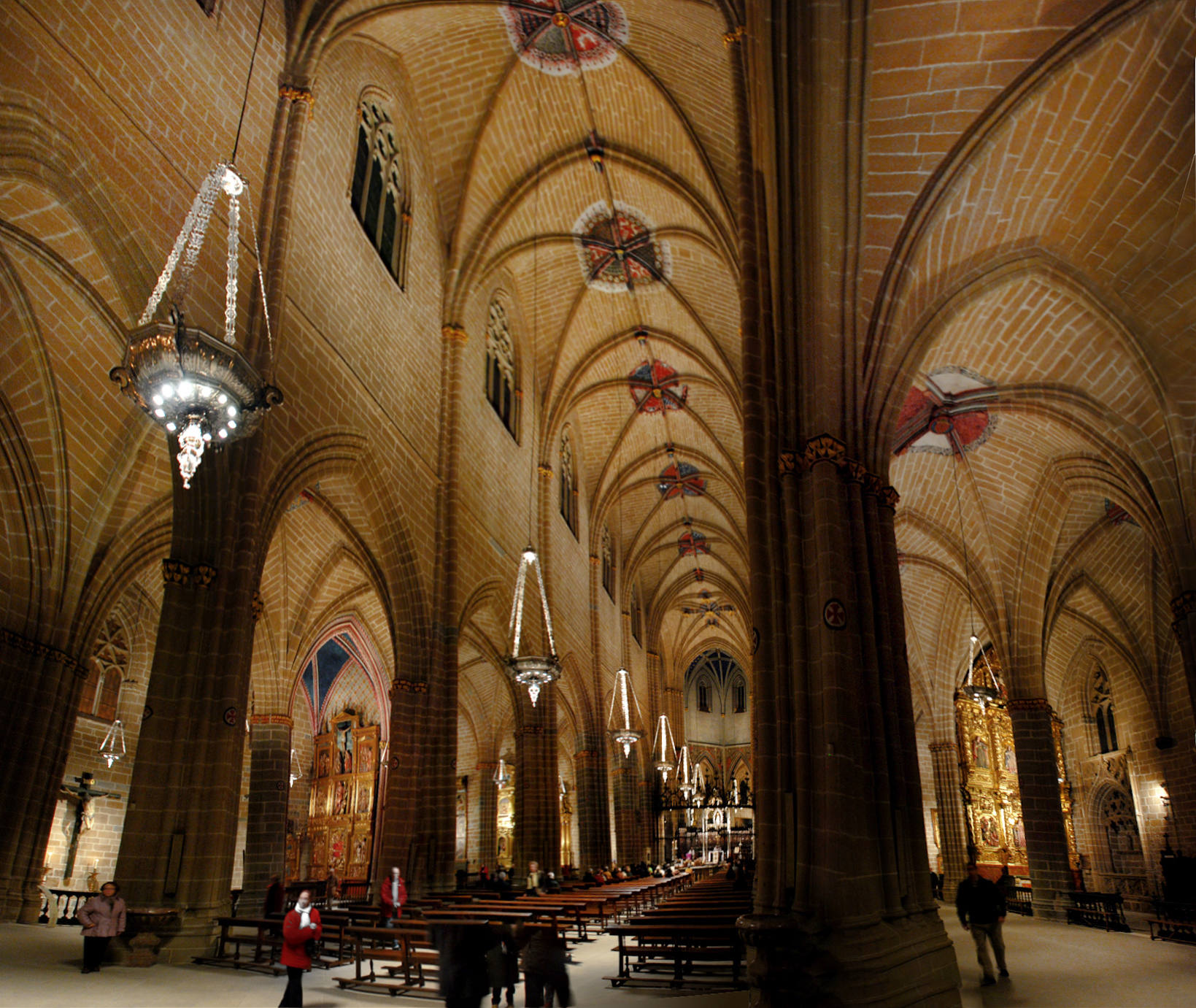
La nef de la cathédrale.

La nef ne compte que deux niveaux : grandes arcades et fenêtres. La sobriété des nervures, les grandes surfaces de mur nu lui donnent l'aspect dépouillé du gothique navarrais.
Au-delà de la nef, la cathédrale comporte un transept saillant, et un chevet à déambulatoire et quatre chapelles rayonnantes.
Devant la grille ouvragée qui ferme le sanctuaire, se dresse le tombeau en albâtre commandé en 1416 par le roi Charles III le Noble, fondateur de la cathédrale, pour lui-même et son épouse Eléonore.
Le sculpteur tournaisien Janin Lomme, instruit de l'art funéraire de Dijon, a su personnaliser les visages des gisants et varier les attitudes et les costumes des pleurants.
Dans une chapelle du déambulatoire à droite, un retable hispano-flamand, de la fin du XVe siècle.

## Le cloître

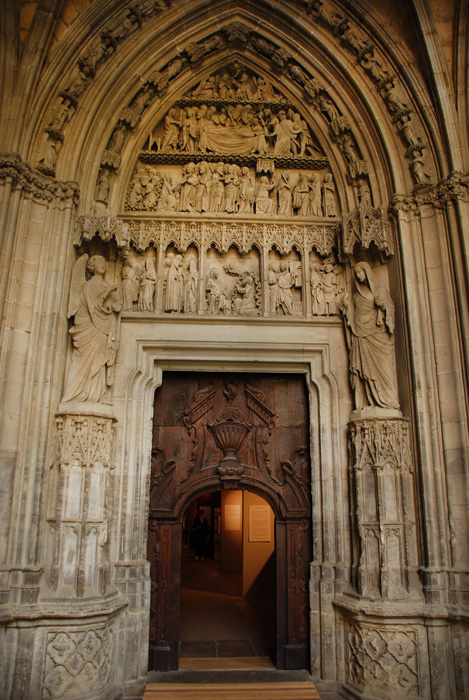
La porte précieuse.

Il date des XIVe et XVe siècles avec d'élégantes baies gothiques parfois surmontées de gâbles qui donnent à ce cloître une grande légèreté.
Les tombeaux sculptés et les portes des différentes dépendances sont intéressants. La Dormition de la Vierge figurant au tympan de la porte d'accès au cloître est d'une expression presque baroque.
Dans l'aile Est, la chapelle « Barbazane » (de Barbazàn, l'évêque qui a fait ériger son tombeau) présente une belle voûte en étoile du XIVe siècle.
Du côté sud, la « porte Précieuse » est une pièce maîtresse de la sculpture de la même époque : le tympan et le linteau, consacrés à la vie de la Vierge, sont sculptés avec beaucoup de finesse ; de part et d'autre de la porte se répondent les deux statues d'une fort belle Annonciation.

## Le musée diocésain

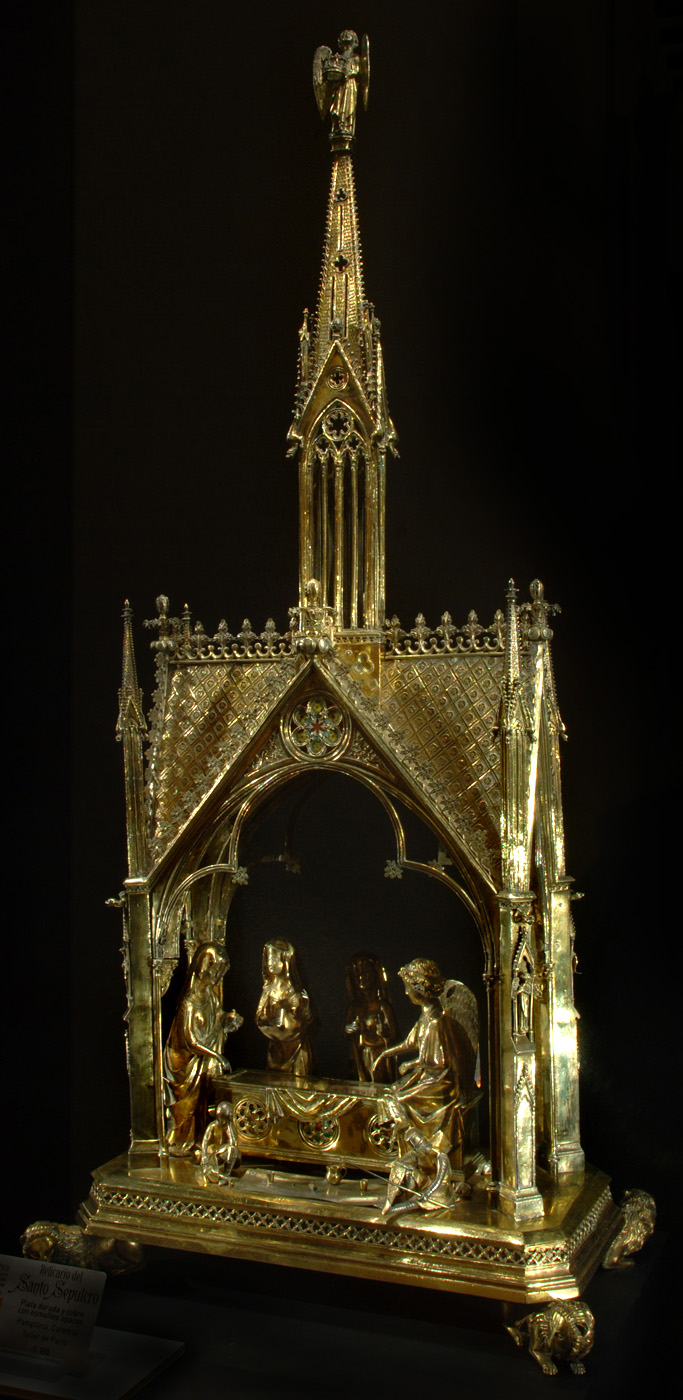
Le reliquaire du Saint-Sépulcre.

Il est installé dans l'ancien réfectoire des chanoines de la cathédrale et la cuisine attenante, qui datent de 1330. Dans le réfectoire, grande pièce voûtée de six croisées d'ogives, la chaire du lecteur est ornée d'une charmante chasse à la licorne. La cuisine carrée comporte une cheminée dans chaque angle et une lanterne centrale haute de 24 m.
Le musée expose de nombreux objets de culte précieux dont deux reliquaires : celui du Saint-Sépulcre offert par Saint Louis en 1258, au roi Thibaud II de Navarre (1253-1270), et celui du Lignum Crucis, offert par l'empereur Manuel II Paléologue à Charles III le Noble, en 1401.
Des Vierges de bois polychromes et des Christs provenant de toute la région.

## Protection
La cathédrale fait l’objet d’un classement en Espagne au titre de bien d'intérêt culturel depuis le 3 juin 1931.

## Le pèlerinage de Compostelle
Sur le Camino navarro du pèlerinage de Saint-Jacques-de-Compostelle.
On vient de Villava, la prochaine commune est Cizur Menor, et l'église San Miguel Arcángel.